# Sibon anthracops
Espèce
Synonymes
- Leptognathus anthracops Cope, 1868
- Sibynomorphus ruthveni Barbour & Dunn, 1921

Statut de conservation UICN

 LC  : Préoccupation mineure
Sibon anthracops  est une espèce de serpents de la famille des Dipsadidae.

## Répartition
Cette espèce se rencontre au Costa Rica, au Honduras, au Nicaragua, au Salvador et au Guatemala.

## Publication originale
- Cope, 1868 : An examination of the Reptilia and Batrachia obtained by the Orton Expedition to Equador and the Upper Amazon, with notes on other species. Proceedings of the Academy of Natural Sciences of Philadelphia, vol. 20, p. 96-140 (texte intégral).